# Зубрицкий, Денис Иванович

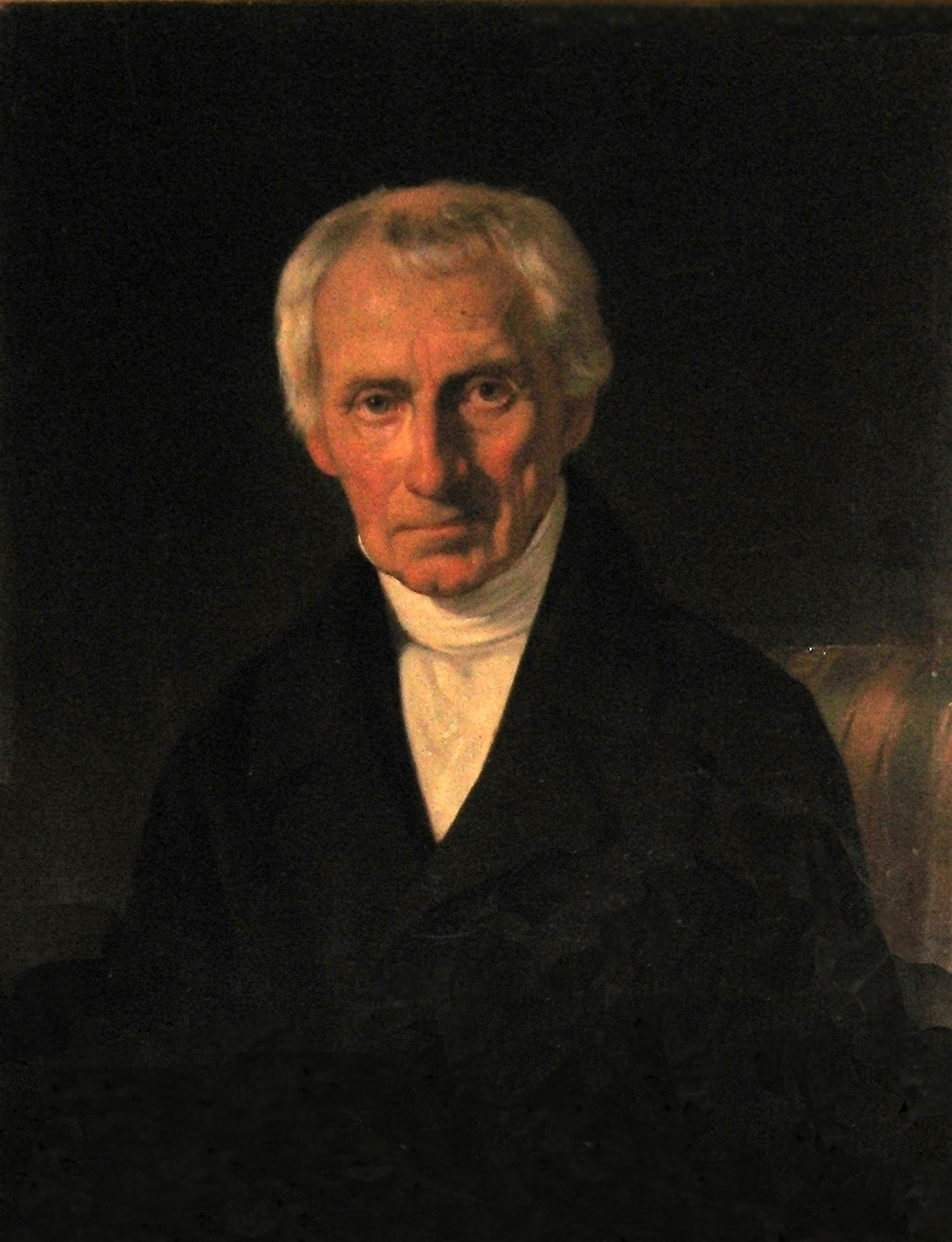
Художник Алоизий Рейхан. Денис Зубрицкий

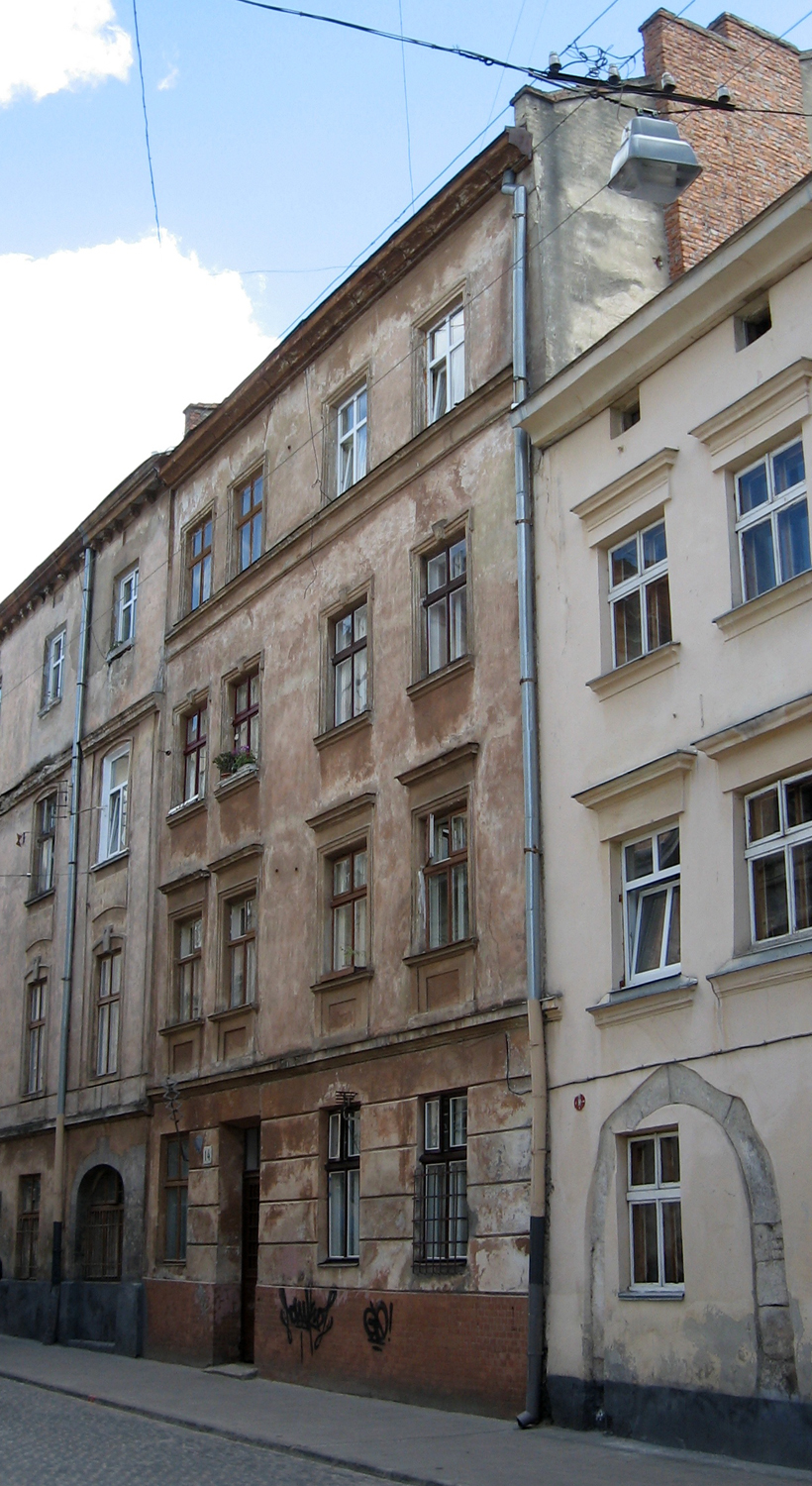
Дом во Львове, которым владел и в котором в 1840—1862 годах проживал Денис Зубрицкий (ул. Армянская, 14)

Дени́с Ива́нович Зубри́цкий (Денис Венява из Зубрицы, 1777, с. Батятычи — 1862, Львов) — историк и этнограф. Член-корреспондент Петербургской академии наук.

## Биография
Происходил из старинного шляхетского рода, занимал разные административные должности, управлял во Львове ставропигийской типографией и привёл в порядок богатый архив Ставропигийского института. Первые литературные произведения Дениса Зубрицкого посвящены сельскому быту и политической экономии и написаны на польском языке («О uprawie koniczyny, rada dla pospolitego rolnika» и др.).
В 1822—1823 годах, в календаре Pielgrzym Lwowski — Der Pilger, изданном на польском и немецком языках, Зубрицкий первый обратил внимание на красоту народных песен, напечатав некоторые из них вместе с нотами. В 1830 году появилось на немецком языке его первое историческое сочинение Die griechisch-katholische Stavropigialkirche in Lemberg und das mit ihr vereinigte Institut, помещённое в следующем году, на польском языке, в Rozmaitościach Lwowskich. В нём было собрано всё известное к тому времени о львовском Успенском братстве и об истории Галицкой Руси вообще.
В 1836 году Зубрицкий издал важный библиографический труд Historyczne badania o drukarniach Rusko-Słowiańskich w Galicyi, в котором представил деятельность Ставропигии на пользу галицко-русинской (червонорусской) народности и её просвещения, извлечение из него («О славяно-русских типографиях в Галиции и Лодомерии») напечатано было в «Журнале Министерства народного просвещения» (1838, ч. XIX).
В 1844 результатом работ Зубрицкого по приведению в порядок городского Львовского архива был важный труд «Kronika miasta Lwowa» («Хроника города Львова»). До 1852 он писал свои исторические статьи на польском и немецком языках; некоторые из них переводились на русский язык: «Учебные и литературные заведения во Львове» («Москвитянин», 1841, ч. III); «Критико-историческая повесть временных лет Червонной или Галицкой Руси» (в переводе Бодянского, М., 1845); «Начало Унии» (в «Чт. И. Об. И. и Др. Р.» (кн. 7, пер. А. А. Майкова) и др.
В 1852 году Д. Зубрицкий решился написать и издать на русском языке «Историю Галицкой Руси», из которой вышло 2 тома, посвящённые истории Галиции до 1199. Основываясь на том, что «в закарпатских странах, в Венгрии, никогда не господствовали варяги, а жители тамошние и всегда назывались, и теперь называются русами», Д. Зубрицкий считал «неимоверным, чтобы от трёх князей пришельцев и от их дружины столько больших или меньших славянских племён и на столь обширном пространстве земли название свое заимствовало».
Третий том «Истории», содержащий историю с 1200 по 1377, появился только через три года и на некоторое время австрийскими властями, боявшимися народного восстания, был изъят из обращения.
Продолжением «Истории» стало критическое издание «Анонима Гнезненского и Иоанна Длугоша» (1855), относящихся к истории Галицко-Волынской Руси и охватывающее период от 1337 по 1387.
Наконец, в 1862 году в «Чт. М. О. И. и Др. Р.» (кн. 3) был напечатан в отрывках последний исторический труд Зубрицкого: «Галицкая Русь в XVI столетии». Зубрицкий был членом археографической комиссии в Санкт-Петербурге, Киевской временной комиссии для разбора древних актов Моск. Об. И. и Др. Р., Императорской Академии наук и членом Краковского общества наук. Он пользовался расположением М. П. Погодина, руководившего им при изучении русского языка и русской истории.